# Cumbre de Reikiavik

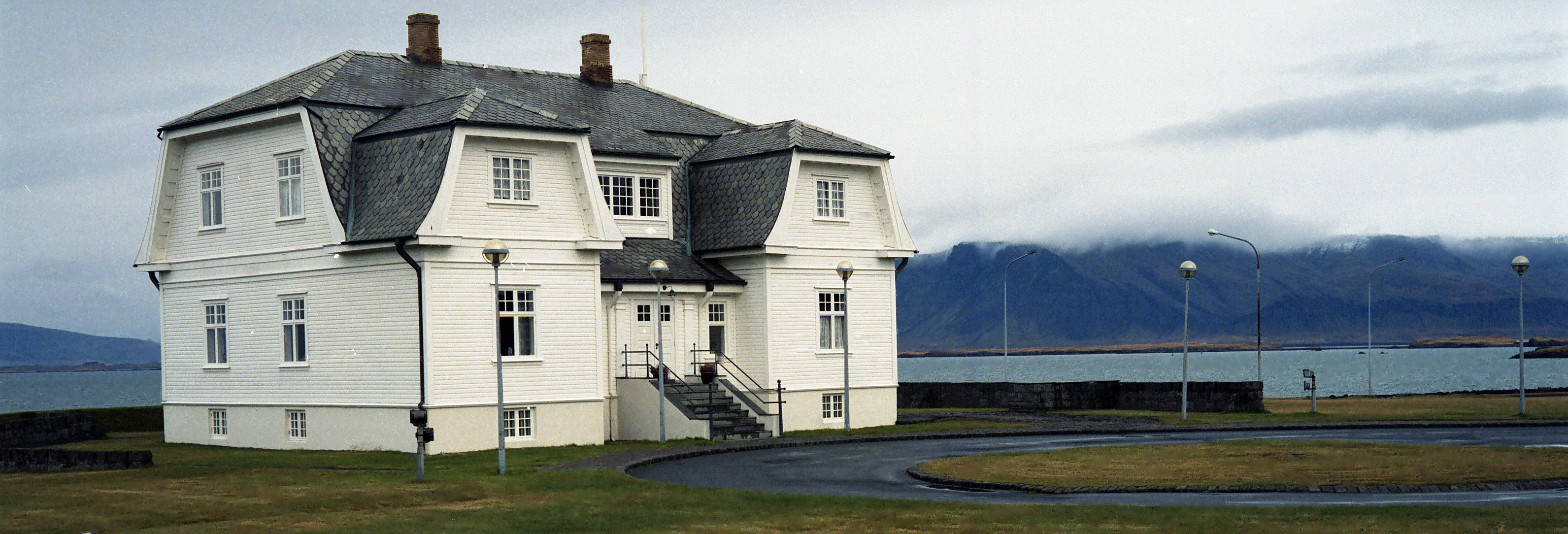
El antiguo consulado francés, llamado Höfði, fue el lugar de la cumbre de Reykjavík en 1986.

La cumbre de Reikiavik fue una cumbre entre el presidente de EE. UU. Ronald Reagan y el Secretario General del Partido Comunista de la Unión Soviética Mijail Gorbachov, que se celebró en la casa de Höfði en Reikiavik, la capital de Islandia, el 11 y 12 de octubre de 1986. 
Las conversaciones fracasaron en el último minuto, pero el progreso logrado se materializó finalmente en 1987 en el Tratado de Fuerzas Nucleares de Alcance Intermedio entre los Estados Unidos y la Unión Soviética.

## Negociaciones
En 1986, Reagan propuso la prohibición de todos los misiles balísticos, pero quería continuar con la investigación sobre la Iniciativa de Defensa Estratégica (SDI) que podrían ser compartidos con los soviéticos. Sin embargo, continuaba la suspicacia soviética contra SDI, y las relaciones soviético-norteamericanas - ya tensas por el fracaso de la Cumbre de Ginebra del año anterior - se tensaron aún más por el asunto de espionaje Daniloff - Zakharov.
En Reykjavík, Reagan trató de incluir la discusión de los derechos humanos, la emigración de Judíos soviético y los disidentes, y la invasión soviética de Afganistán. Sin embargo, Gorbachov trató de limitar las conversaciones únicamente para el control de armas. A raíz de la catástrofe nuclear de Chernóbil, los soviéticos realizaron la propuesta "doble cero", eliminar las armas INF de Europa (INF denota "Fuerzas Nucleares de Alcance Intermedio", a diferencia de los ICBM o misiles balísticos intercontinentales). Los soviéticos también propusieron eliminar el 50% de todas las armas estratégicas, incluyendo misiles balísticos intercontinentales, y se acordó no incluir las armas británicas ni francesas en el recuento. Todo esto a cambio de una promesa estadounidense de no implementar la defensa estratégica en los próximos diez años, de conformidad con el tratado SALT I.
Los estadounidenses respondieron con la propuesta de eliminar todos los misiles balísticos al cabo de diez años, pero querían tener después derecho a desplegar defensas contra las amenazas estratégicas restantes. Gorbachov propuso entonces la eliminación de todas las armas nucleares dentro de una década. Gorbachov, sin embargo, citando el deseo de fortalecer el Tratado de Misiles Antibalísticos (ABM), agregó la condición de que cualquier investigación SDI se limitara a los laboratorios durante el período de diez años en cuestión. Reagan argumentó que su propuesta de investigación en la SDI estaba permitida por una interpretación razonable del tratado ABM, y que no podía olvidar la promesa que hizo a los estadounidenses de investigar si era viable la SDI. También se comprometió a compartir la tecnología SDI, una promesa que Gorbachov dijo que dudaba que se cumpliría, dado que los estadounidenses ni siquiera cumplieron la participación tecnología de perforación del petróleo.
Algunos, incluyendo al consejero de Reagan Jack F. Matlock Jr., atribuyeron el rechazo de Reagan a ceder en las pruebas de la SDI a la creencia errónea de que las restricciones propuestas sería perjudicial para el programa, mientras que en la realidad, sostiene Matlock, que habrían tenido poco efecto en la investigación que se encontraba todavía en sus primeras etapas.
Cuando las conversaciones finalmente se estancaron, Reagan pregunto a Gorbachov "si rechazaba una oportunidad histórica por causa de una sola palabra", en referencia a su insistencia en las pruebas de laboratorio. Gorbachov afirmó que se trataba de un principio, y así se llegó a la conclusión de la cumbre.

## Resultado
A pesar de la inesperada proximidad a la potencial eliminación de todas las armas nucleares, se levantó la sesión sin acuerdo, sin embargo, ambas partes descubrieron el alcance de las concesiones que la otra parte estaba dispuesta a hacer. Los derechos humanos se convirtió en un tema de debate productivo para la primera vez. El acuerdo por Gorbachov para las inspecciones in situ, una demanda continua de América que no se había logrado en el Tratado de Prohibición Parcial de 1963 o los pactos ABM y SALT I de 1972, constituyó un importante paso adelante, y anunciaba la apertura de Rusia a tales pruebas en futuras conversaciones.
A pesar de su aparente fracaso, los participantes y los observadores consideron la cumbre como un avance enorme que finalmente facilitó el Tratado INF (Tratado de Fuerzas Nucleares de Alcance Intermedio), suscrito en la Cumbre de Washington el 8 de diciembre de 1987.